# Huracán Debby (2000)
El huracán Debby fue un huracán categoría 1 formado en la segunda mitad de agosto del año 2000. Debby se formó al este de las Islas de Barlovento el 19 de agosto de 2000, convirtiéndose en el séptimo ciclón tropical de la temporada de huracanes del Atlántico de 2000. La tormenta tomó fuerza de huracán el siguiente día, convirtiéndose en la cuarta tormenta en recibir nombre y el segundo huracán del año. Poco después, tomó dirección oeste, pasando sobre las Islas de Sotavento, y justo al norte de Puerto Rico y La Española. Debby se mantuvo algo desorganizada por el resto de su duración, y se disipó cerca de las costas del sur de Cuba el 24.

## Historia de la tormenta

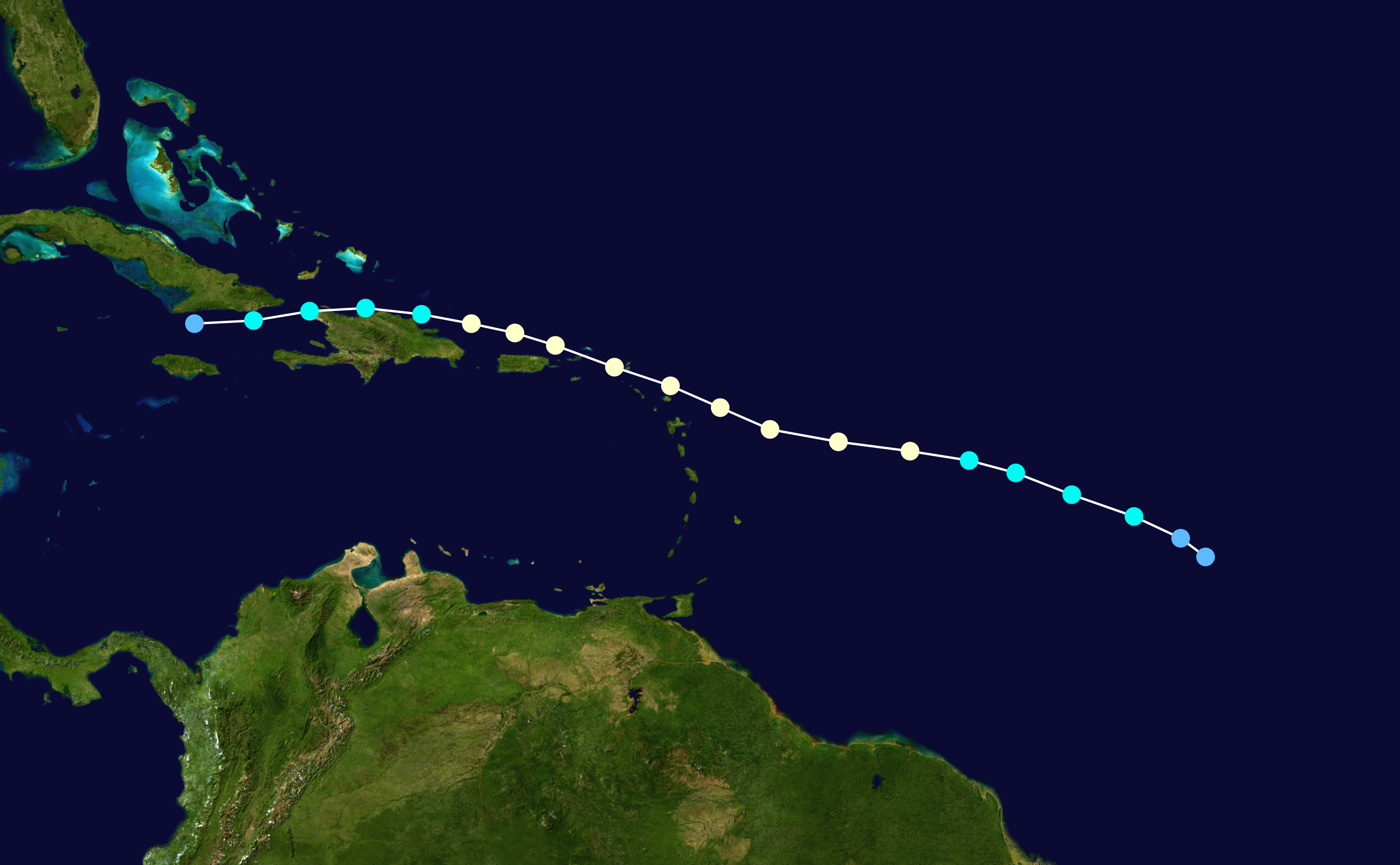
Trayectoria de, perteneciente a la temporada de huracanes del Atlántico de 2000, siguiendo los colores de la escala de huracanes de Saffir-Simpson.